# IX Международный кинофестиваль «Зеркало» имени Андрея Тарковского
VIII Международный кинофестиваль имени Андрея Тарковского «Зеркало» проходит в Ивановской области с 9 по 14 июня 2015 года.

## Жюри
- Эммануэль Каррер — председатель жюри. Писатель, сценарист, кинорежиссёр (Франция)
- Александр Сокуров — кинорежиссёр, сценарист (Россия)
- Мария Миронова — актриса (Россия)
- Фридрик Тоур Фридрихссон — кинорежиссёр, сценарист, актёр (Исландия)
- Илья Кутик — поэт, эссеист, переводчик поэзии (США)

Документальный конкурс
- Кшиштоф Жират — культурный деятель, киновед (Польша)
- Павел Каплевич — художник, продюсер театра и кино (Россия)
- Алина Рудницкая — кинорежиссёр (Россия)
- Сергей Чобан — российский и немецкий архитектор (Германия)

## Участники основного конкурса
- Читай, читай — режиссёр и автор идеи Евгений Коряковский
- Царство птиц — режиссёр Тимм Крёгер
- Суд — режиссёр и автор сценария Чайтанья Тамхане
- Райский уголок — режиссёр и оператор Мяоянь Чжан
- Почему я? — режиссёр Тудор Джурджу
- Почему я не Тарковский — режиссёр Мурат Дюзгюноглу
- Ничей ребёнок — режиссёр и автор сценария Вук Ршумович
- Исчезновение созополя — режиссёр Костадин Бонев
- Дама с собаками — режиссёры Лаура Ситарелья, Вероника Льинас
- Где-то там — режиссёр Эстер Амурами

## Конкурс документального кино «Зеркало Артдокфеста» — «Отражение»
- Человек живет для лучшего — режиссёр и оператор Ханна Полак, продюсер Сигрид Дьюкейр. Производство Danish Documentary Production.
- Танцор — режиссёр и автор сценария Саломея Бауэр, оператор Никита Бабенко, продюсер Саломея Бауэр. Производство Студия CINETECH.
- Сладкая жизнь — режиссёр и автор сценария Таисия Решетникова, операторы Таисия Решетникова, Александра Иванова, продюсер Иван Твердовский. Производство Киностудия «Точка зрения».
- Пашки — режиссёр, автор сценария и оператор Дмитрий Рудаков, продюсер Алексей Учитель, Производство ТПО «Рок».
- Невидимый город — режиссёр и автор сценария Виестурс Кайриш, операторы Гинтс Берзиньш, Андрейс Рудзатс, продюсер Гунтис Тректерис. Производство Ego Media.
- На пороге страха — режиссёр Мария Кравченко, сценарий Герц Франк, Мария Кравченко, операторы Сергей Циркин, Герц Франк, Сергей Фридман, Александр Горев, Мария Кравченко. Музыка Карлис Аузанс. Продюсеры Гунтис Тректерис, Виталий Манский, Наталья Манская. Производство «ВЕРТОВ. Реальное кино», Ego Media.

## «Свои»
Куратор программы — Елена Слатина.
- Под электрическими облаками — режиссёр и автор сценария Алексей Герман-младший.
- Пионеры-герои — режиссёр и автор сценария Наталья Кудряшова.
- На дне — режиссёр и автор сценария Владимир Котт.
- Левиафан — режиссёр Андрей Звягинцев.
- Книга — режиссёр и автор сценария Виталий Манский.
- Класс коррекции — режиссёр Иван И. Твердовский.
- Звезда — режиссёр Анна Меликян.
- Духless 2 — режиссёр Роман Прыгунов.
- Дурак — режиссёр и автор сценария Юрий Быков.
- Две женщины — режиссёр Вера Глаголева.